# Сабанчи (Краснокамский район)
Сабанчи (баш. Һабансы) — деревня в Краснокамском районе Башкортостана, входит в состав Шушнурского сельсовета.

## Население
| 2002 | 2009 | 2010 |
| ---- | ---- | ---- |
| 18   | ↗20  | ↗21  |

## Инфраструктура
В деревне есть вода, снабжение идет по магистральному водоводу Сабанчи-Редькино, который в 2019 года требовал ремонта.

## Транспорт
А добрать можно автобусами из автовокзала Нефтекамска. Нужно выходить на остановке поворот на Сабанчи.